# Fraldinha
|  |

| Animal (kg) | Arroba (@) | Média (kg) |
| 160         | 10         | 1,07       |
| 190         | 12         | 1,27       |
| 220         | 14         | 1,47       |
| 250         | 16         | 1,67       |

A fraldinha é um tipo de corte de carne bovina. Está localizada entre a parte traseira e a costela do animal, representando aproximadamente 2,62% da carcaça. É muito conhecida na França como bavette.

## Informação nutricional
| Valor calórico     | 136,92 kcal | 5%  |
| Carboidratos       | 0,86 g      | 0%  |
| Proteínas          | 20,59 g     | 41% |
| Gorduras totais    | 5,68 g      | 0%  |
| Gorduras saturadas | 2,17 g      | 9%  |
| Colesterol         | 55,37 mg    | 18% |
| Fibras             | 0 g         | 0%  |
| Cálcio             | 11,37 mg    | 1%  |
| Ferro              | 2,64 mg     | 19% |
| Sódio              | 65,95 mg    | 3%  |

Obs.: Valores diários em referência com base em uma dieta de 2.500 calorias por porção de 100 g com referência para animais do Brasil.